# Морозов Рінат Вікторович
Рінат Вікторович Морозов (нар. 24 жовтня 1968) — радянський футболіст та український тренер.

## Кар'єра гравця
Народився в Харкові, вихованець молодіжної академії харківського «Металіста». У 1986 році намагався розпочати професіональну футбольну кар'єру. Зіграв 1 матч у футболці харківського «Маяка» у Другій лізі СРСР.

## Кар'єра тренера
По завершенні кар'єри розпочав тренерську діяльність. У 1991 році завершив Харківський державний інститут фізичної культури та спорту. Спочатку тренував дітей у Спортивній школі № 1 міста Харків. З грудня 2002 по 2005 рік працював у тренерському штабі харківського «Геліоса». 2 серпня 2003 року керував «сонячними» в дебютному поєдинку Другої ліги проти «Авангарду» (Ровеньки), а потім став помічником Валентина Крячка. Після відходу Крячка, з квітня по червень 2004 року самостійно тренував «Геліос», після чого допомагав у роботі Ігору Надеїну. У сезоні 2005—2006 років тренував «Харків-2». У 2006—2010 роках працював спортивним директором російського клубу «Гірник-Будівельник» (Бєлгород), а з червня 2010 року — головним тренером ФК «Харків». Того ж року очолював аматорський клуб «Арсенал-Політехнік» (Харків). У 2011 році допомагав тренувати харківський  «Арсенал». Наступного року очолив спочатку другу команду клубу, а потім і першу команду «Арсеналу».